# Аникин, Павел Алексеевич
Павел Алексеевич Аникин (17 декабря 1873 — 21 апреля 1938) — учитель, депутат Государственной думы II созыва от Саратовской губернии.

## Биография
По происхождению из крестьян. Отец — земледелец, владевший некоторое время красильной мастерской. Получил начальное образование в Сердобске. В 1893—1896 годах служил учителем сельской народной школы в Самарской губернии. Выпускник Казанского учительского института. С 1899 года состоял преподавателем высших начальных училищ в разных городах Казанской и Саратовской губерний. В 1903—1905 годах был агитатором и пропагандистом в Вольской инициативной группе социал-демократов; действовал как пропагандист среди учащихся. После кровавого воскресенья (9 января 1905) арестован, провёл около месяца в Вольской тюрьме. В октябре 1905 года освобождён по амнистии. Преподавал в Сердобской частной женской гимназии. Состоял в РСДРП меньшевиков. В момент выборов Думу не имел никакого недвижимого имущества.

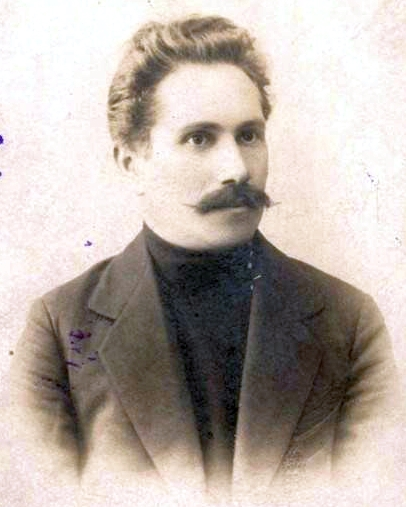
П. А. Аникин в Иркутске

Выборщик от Сердобского уезда. 6 февраля 1907 года избран депутатом Государственной думы II созыва от общего состава выборщиков Саратовского губернского избирательного собрания, получив 88 голосов (больше набрал только Г. К. Покровский). Вошёл в состав Социал-демократической фракции; был членом комитета меньшевистского крыла фракции. Состоял членом думской комиссии по запросам и комиссии по народному образованию. Участвовал в прениях по аграрному вопросу.
Один из 16 социал-демократических депутатов, выдачи которых требовало правительство накануне роспуска Думы. 22 ноября — 1 декабря 1907 приговорён по делу Социал-демократической фракции 2-й Думы по статьям 100 и 102 Уголовного Уложения к 5 годам каторжных работ. До 1910 года отбывал срок заключения в Петербургской пересыльной тюрьме, с 1910 по 1912 год в Александровском централе. В 1912 году водворён на поселение в Тельминской волости Иркутской губернии. Затем переехал на поселение в село Усолье около Иркутска.
В марте 1917 года вернулся в центральную Россию из Сибири. С осени 1917 по октябрь 1918 был инструктором по народному образованию в Сердобском уезде Саратовской губернии. В апреле 1918 вышел из партии РСДРП(м). Затем переехал в Москву, где в течение многих лет преподавал русский язык в Московском педагогическом институте. Член Всесоюзного общества бывших политкаторжан и ссыльно-поселенцев (членский билет № 233).
7 января 1938 года арестован НКВД. 21 апреля 1938 приговорён Военной коллегией Верховного суда по обвинению в участии в контрреволюционной террористической организации к расстрелу. Расстрелян и похоронен в тот же день на полигоне «Коммунарка» под Москвой.
22 августа 1957 года реабилитирован Военной коллегией Верховного Суда СССР.

## Адреса
- 1938 — Москва, Машков пер., д. 15, кв. 64[5].

### Архивы
- Российский государственный исторический архив. Фонд 1278. Опись 1 (2-й созыв). Дело 12; Дело 567. Лист 7.